# 塵骸魔京
『塵骸魔京』（じんがいまきょう）は、ニトロプラスから2005年6月24日に発売されたアダルトゲーム。ジャンルは人外伝奇アドベンチャーゲーム。
原画はNiθ、シナリオライターは夜刀史朗（海法紀光のペンネーム）。海法はテーブルトークRPG『BEAST BIND 魔獣の絆 R.P.G』の世界観担当者であり、本作は当該作で行ったキャンペーンシナリオがその下敷きとなっている。タイトルは「魔なる京に骸は塵りぬ」という意味。元キャラメルBOXのヨダも原画に参加。

## 概要
人々の生活の裏で、魔物と呼ばれる人ならざるものが活動する世界を舞台とする。「自分には心臓がない」と言うほど著しく共感能力の欠如した主人公・九門克綺は、ふとしたきっかけにより魔物達の世界に徐々に引きずり込まれ、あるいは足を踏み入れて行く。話を進めていくことで、自分とは異なる価値観や、自分とは違う世界に生きる者たちと触れ合い、少しずつ「人間らしさ」を得ていく主人公の心境変化が垣間見える。
分類的にはアドベンチャーというよりもビジュアルノベルに近く、文章を読み、選択肢を選びながらゲームを進めていくマルチエンディング方式をとっている。バッドエンドとなった場合、そうなる原因となった選択肢まで自動的に戻り、そこからゲームを続行できる。文章量が多く、また多少難解な表現も含まれるため、重い雰囲気を与える。

## 登場人物

### 主人公
九門克綺（くもん かつき）
声 - 木島宇太
本作品の主人公。論理的思考を好むが、他者との共感能力が著しく欠如している。
作中、幾度も「心臓がない」という描写があるが、これは物理的と精神的な意味で心臓＝心が存在していない事を示している。
これは「共感できない」であって「共感しようとしない」わけではないため、克綺自身は彼なりに人の心を理解しようと読書を好み、そのため博識である。
また同様に克綺はこのような自分へ好意的に接してくれる人々に感謝しており、誠実であろうと努めているため、後天的なものであっても彼自身の「感情（あるいは意思）」はたしかに存在している。
全人類の持つ魔力の中継点である「門」となる者であり、他者に魔力を与え、また他者の魔力を吸収して力とする能力を持つが、これらが明らかになり、また自覚するのは物語の中盤以降。
彼の血や肉を食った魔物は強大な力を得られ、そのために多数の魔物に命を狙われることとなる。
右目が赤・左目が緑の虹彩異色症である。のちの設定資料公開により「周囲の人は克綺がオッドアイであることに気づいていない」と書かれている。

### メインヒロイン
イグニス
声 - 三咲里奈
人類の3つの守護者の1つ、“最も気高き刃”と呼ばれる存在。
かつては強大な魔力を持つ「神」＝「悪魔」の1人であり人間の「進化」に興味を抱き、絶滅しないようその進化を見届けてきたが、一人の男を助けるために仲間を裏切り人として生きる道を選んだ。
現在ではその魔力はほぼ無いに等しいため、数々のトラップや武器を用いて戦う。権謀術数に長けた策士。自らを「守護者」と名乗っているが、己の「利害」で行動する為、全人類の守護者と言うことではない。
一方、口は悪く冷徹なように見えて存外にお人好しなところもあり、他ヒロインルートやノベライズ版でも克綺やヒロインを陰ながら助ける場面が多い。
風のうしろを歩むもの
声 - 由良香
「草原の民」と呼ばれる人狼族の少女。
衰退しつつある一族を再興するため、「婿探し」「門探し」の2つの目的で街にやってきた。
魔力によって「風」を操ることができる。彼女の認識する「風」と、一般に認知される風はその性質が異なり、真空中ですら「風」を操る事ができる。
義理堅く、恩を受けた相手には信頼を寄せる。一方、そういう相手であっても戦いや殺し合い、死ぬことへの忌避は薄く「今日は死ぬには良い日だ」が口癖。
「風の後ろを歩むもの」は2つ名で真名は別にあり、人語では発音できない。あえて人の言葉にするならば「春夏秋冬を巡る風。四海を越え、朝日を越え、夕日に過ぎる風。四方の風を従える者。吹雪の閉ざす道への鍵を持つもの。北風の向こう側。風のうしろ（ハイパボレア）を歩むもの」が真名となる。母は「雲間の踊り女」、母の母は「片腕の稲妻殺し」。
ノベライズ版ではメルクリアーリの策略によって真名に縛られ、首輪をはめられた上で夜闇の民に服従を強いられる。その結果、ストラス製薬の実験体たちとの戦いに身を投じることとなる。
尚、ネットの界隈でよく見られる「かぜこ（風子）」または「かぜぽ」という名前は、製作スタッフが彼女の名前を簡略化する為に付けた愛称である。「風子」を「ふうこ」と読んだ場合、同じニトロプラス作品の『天使ノ二挺拳銃』に出てくるキャラクターと被る為に「かぜこ」となった。
花輪黄葉
声 - 霧島七海
主人公の住むアパート「メゾン・フォレドー」の管理人である、年上の女性。
異様なほどに気が利いて、克綺や恵、美佐絵などが困っているのを最初から知っていたかのように察して、彼らの手助けをする。
その正体は人類の3つの守護者の1つ、“最も古い祈り”と呼ばれる存在。「母性」を司る。
子供を思う親の祈りが生み出した機械人形であり、人外に対し圧倒的な力を誇る。昼間は優しい管理人を演じ、夜の裏では人を魔物の手から守り続けている。
広報用のポスターやイラストなどでは、彼女一人だけヒロインらしくない出で立ちをしている。

### 周囲の人物
九門恵（くもん めぐみ）
声 - みる
主人公の妹（血が繋がっていない義妹）。峰雪家の支援でイギリスに留学していたが一時帰国。花輪黄葉の提案により、滞在中は主人公と一緒のアパートに住む。
ブラコンであり、そのため嫉妬深いところも。幼少時は卓球が好きで、腕前もかなりのもの。
またイギリス滞在時の寮生活で料理の腕を鍛えられ、大勢に振る舞うようなビーフシチューが得意。
小説版『塵骸魔京〜ファンタスティカ・オブ・ナイン〜』と「塵骸魔京〜ライダーズ・オブ・ダークネス〜』では、彼女もターゲットになっている。
峰雪綾（みねゆき りょう）
声 - 先割れスプーン
主人公の友人で、数少ない理解者の1人。護藤寺の息子で、故事成語に異常に詳しく、よく用いる。将来の夢はミュージシャンになることであるが楽器の類が演奏できるという事実はない。
実は特撮マニア。ノベライズ版では彼の特撮知識が活かされる事になる。
初期設定画では坊主そのものの風貌だったが、後に長髪になっていった。
牧本美佐絵（まきもと みさえ）
声 - 矢沢泉
主人公のクラスメイトで学級委員。気弱そうに見えて、主人公や峰雪に物怖じせず話せる芯の強い人。最近の流行には疎い。密かに克綺に恋心を抱いている。
風の後ろを歩むものシナリオでは、ストラス製薬の人体実験により実験体No.9「ファンタスティカ」に改造される。門開放の実験中、瀕死だった克綺に残った生命力を与え消滅する。
ファミ通文庫ノベライズ版『塵骸魔京〜ファンタスティカ・オブ・ナイン〜』および後編『塵骸魔京〜ライダーズ・オブ・ダークネス〜』ではメインヒロインとして活躍する。
こちらでは頼れる大好きな姉・冬子がいたこと、姉の影響で特撮番組「銀河刑事ベーオウルフ」のファンであった事が明かされる。
父の虐待から逃れるように姉妹で狭祭市へやって来たが、姉妹ともどもストラス製薬の被検体とされてしまい姉は失敗、成功した美佐絵は工作員「ファンタスティカ」として一般人に擬態して日々を過ごしていた。しかし克綺と出会ったことでストラスを裏切り、峰雪、花輪、イグニスの助けを得ながら、幼い頃からの夢であった「正義の味方」として残り短い寿命を賭した戦いを挑むことになる。
またHJ通販限定フィギュア付属の小説『雪』（後に『百歌絵巻 塵骸魔京公式読本』に収録）では本編直前の春休みに任務でロシアへ赴き、旧ソ連人体実験施設の被検体たちと交戦する姿が描かれている。

### 夜闇の民
メルクリアーリ・ジョヴァンニ
声 - 富士爆発
主人公の通う学校の英語教師であり、神父。生徒からは“最強の”メルと呼ばれることもある。その正体は「夜闇の民」と呼ばれる吸血鬼一族の長。
ストラス製薬と盟約を結んだ、事実上の影の世界における狭祭市の主。一族を守るため学校や街を餌場とする一方、生徒たちへの教師としての愛情も持ち合わせている。
ルートによって、主人公の後援者に回ることも、最大の敵となることもある。
ノベライズ版では克綺と恵を陰ながら庇護し、ストラス製薬と対立する道を選ぶ。
田中義春（たなか よしはる）
声 - 秋山樹
撫で付けた薄毛が印象的な、冴えない中年サラリーマンの「夜闇の民」。格闘術を身に付けており、風のうしろを歩むものと互角に戦う。元は人間だが、後に血を吸われて夜闇の民となったようである。
彼方左衛門尉雪典（かなた さえもんのじょう ゆきのり）
声 - 風霧瞬
「夜闇の民」の一員である、金髪の侍。鎖鎌や手裏剣といった武器を用いる。メルクリアーリを崇拝し自分の一族以外は全て敵とみなしている。己の力の為、克綺の血肉を欲している。
ノベライズ版ではメルクリアーリに忠誠を誓いつつも「風のうしろを歩むもの」を気に入り、彼女と共闘することになる。

### ストラス製薬
神鷹士郎（こうだか しろう）
声 - 黒瀬鷹
ストラス製薬の社長。何よりも魔物を憎んでおり、魔物のいない世界を作るために主人公を利用しようとする。
希羽
声 - 葉月ミカ
神鷹の秘書。数多くの設定を持つが、いまいち地味な役回りとなった。
鳥賀陽（うがや）
声 - 海原エレナ
ストラス製薬に所属する研究者。人間に魔物の力を持たせる研究を行っている。性格は温厚で怖がりではあるが、研究のことしか興味が無い。才能以外何もない最低の女と評される。
ノベライズ版では、物語の鍵を握る重要人物となっている。牧本姉妹に接触、彼女らを実験体として改造を施し、以後は全９体の実験体の調整役を務める形で物語に関わる。一見してフレンドリーな態度だが実験体に対しては極めてサディスティックで、自分に反発する実験体に躊躇なく投薬を行ったり、苦痛を伴う耐久実験を興味本位で加えたりするなど、無邪気な残虐性が顕になっている。
N1 インビジブルブレイド
ストラス製薬の実験体。念動力を持ち、不可視の刃で周囲を切り刻む子供。精神的に不安定。
N3 ディスオーダー
ストラス製薬の実験体。超感覚能力を持っていたが、精神が崩壊して廃棄処分された。
N4 シンギュラリティ
ストラス製薬の実験体。ダイアモンドと同等の身体硬化能力を持つ。
N7 スピードスター
ストラス製薬の実験体。超加速能力を持ち、改造と洗脳の影響で知能が低下したため片言でしかしゃべれない。
ノベライズ版では、契約によって九門恵を守る風のうしろを歩む者と対決する。
N8 ヒューマンフレア
ストラス製薬の実験体。発火能力を持つ。
アメリカ出身の黒人青年であり、お喋りで軽い性格に見えるが正義感のある好人物であり、ストラスに所属して魔物と戦う自分を正義の味方と定義づける条件付がなされている。改造と洗脳の影響下にあっても他の仲間を気づかえる一方、洗脳の影響を客観的に自覚しつつ脱することもできないため、諦観している。ノベライズ版では、脱走したファンタスティカと対決する。
N9 ファンタスティカ
ストラス製薬の実験体。軟体化能力を持つ。
ノベライズ版では、その真の特質が元素変換能力である事が明かされる。詳細は牧本美佐絵を参照。
N2&N5＆N6
ストラス製薬の実験体。「二千万ボルトの電撃を放つ」「七百万ジュールの衝撃波を放つ」「二千気圧の高圧搾水流を放つ」能力を有しているが、自律行動はできない。

### その他
奇綿津見玄比賣命
声 - 矢沢泉
「わだつみの民」と呼ばれる魚人族の女王。人間の姿になったときは、喪服の少女となる。
人間の姿の時のイラストは、ディディーの没イラストから流用された。
闇の聖母
金髪の姿は14・5歳の少年で人類の3つの守護者の1つ、“最も深き飢え”と呼ばれる存在。「知性」を司る。
人類に必要とされなくなり、限界を迎える前にメルクリアーリに利用されている。
謎の少女（ディディー）
声 - まきいづみ
いつでも日傘を差している少女。その正体は死神で、魂を迷わぬように導く存在。
兄がいるそうだが、こちらは劇中に登場しない。彼女のキャラクター造形および兄たちについてはDCコミック『サンドマン』へのオマージュとなっている。
隠しヒロインであり、特定の条件を満たすと攻略可能になる。
多田（ただ）
主人公の通う海東学園で教師を務める初老の男性。日本史を担当している。
一年をかけて安土桃山時代を教えるため、その授業には平安も鎌倉も第二次世界大戦も存在しない。そのため受験重視の学生には嫌われるが、彼の授業を好む生徒も多い。
物語においては端役に過ぎず、何の力も持たない一般人だが、その人生経験から主人公やメルクリアーリの行動に影響を及ぼす一言をもたらす。
牧本冬子（まきもと ふゆこ）
牧本美佐絵の五歳年上の姉。美佐絵曰く「つよい人」「ただしい人」。ノベライズ版にのみ登場する。
ガサツで荒っぽい部分もあるが正義感が強く、間違っていることは間違っているときっぱり言う性格で、美佐絵にとっては頼れる大好きな姉であった。特撮ヒーロー「銀河刑事ベーオウルフ」のファン。
妻を亡くした父から虐待を受ける美佐絵を庇って狭祭市へ二人で引越し、ストラス製薬から奨学金と治験のアルバイトを受けて生活を始めたが、それによってストラス製薬の実験体とされてしまう。
彼女が極めて高い適性を持っていたため妹である美佐絵も狙われてしまったが、同時に彼女の存在が美佐絵の生き方に強い影響をもたらした。
銀河刑事ベーオウルフ
作中世界で放映されていた特撮ヒーロー。銀河刑事シリーズの二作目であり、現在でも遊園地では歴代シェリフ勢揃いのヒーローショーが開催されているなど長寿かつ人気の作品となっている。
主人公・大宙翔は金属生命体ルンティングと融合（作中では「血晶」と表記される）したヒーロー・ベーオウルフとなり、邪悪な生命体グレンデルの胞子に寄生された存在と対決する。この時被害を防ぐために特異空間を展開してベーオウルフとグレンデル以外の時間を停止させるが、これには全出力の2/3を消費するため、相対的に特異空間内ではグレンデルの戦闘力は三倍となる。必殺技はギャラクティカブレード。
グレンデルに寄生されたものは助からず、十三話では唯一の理解者であった恋人のジェニー・千葉が犠牲になるなど、ハードなストーリーが物議を醸した。全五十一話。
ゲーム本編では単なる背景情報、登場人物らが遊園地へ行った時などに話題となる娯楽作品でしかないが、ノベライズ版では重要な意味を持つ作品である。
銀河刑事シリーズ自体は宇宙刑事シリーズのパロディだが、ノベライズ版での克綺の分析によれば、異星人の刑事と融合して異星人の犯罪者を追うという物語は、ハル・クレメントによるアメリカのSF小説『20億の針』の影響だろうとされる。

## 関連商品

### ムック本
百歌絵巻 塵骸魔京公式読本（ホビージャパン※アダルト書籍）

### 小説
塵骸魔京 ~ファンタスティカ・オブ・ナイン~(エンターブレイン/ファミ通文庫)

塵骸魔京 ~ライダーズ・オブ・ダークネス~(エンターブレイン/ファミ通文庫)
牧本美佐絵をヒロインにした、彼女の攻略ルートともいえるノベライズ。黄葉を除き、イグニスや風の後ろを歩むものといった原作ヒロインの出番は少ない。
些細な偶然からストラス製薬の精神支配を克服し脱走した美佐絵は、黄葉の庇護を受け、克綺と共に「正義の味方」としてストラス製薬の陰謀に立ち向かう。
ゲーム本編では描かれなかった美佐絵の過去、克綺へ恋慕を抱くまでの過程、そしてストラス製薬に所属する実験体たちとの戦いが中心となっている。

### カードゲーム
Lycee
シルバーブリッツのトレーディングカードゲーム。収録エキスパンションは、Nitoroplus1.0など。
ドミニオンキャラクターズ
ホビージャパンのトレーディングカードゲーム。収録エキスパンションは、ニトロプラスカードマスターズなど。

### 客演作品
ニトロ+ロワイヤル -ヒロインズデュエル-
イグニスがプレイアブルキャラクターとして登場。
ニトロプラス ブラスターズ -ヒロインズ インフィニット デュエル-
イグニスがプレイアブルキャラクターとして登場。